# Hortaleza
Hortaleza è un distretto di Madrid, situato al nord-est della città, che comprende il vecchio territorio del municipio di Hortaleza e parte di quello di Canillas. L'attuale estensione del distretto è stata decisa nel 1949. Viene identificato col numero 16.

## Geografia fisica

### Suddivisione
Il distretto è suddiviso amministrativamente in 6 quartieri (Barrios):
- Pinar del Rey, che comprende il centro storico dell'antica città di Hortaleza;
- Canillas;
- Valdefuentes;
- Apóstol Santiago;
- Piovera;
- Palomas.